# Findhorn
Findhorn (skotsk gælisk: Inbhir Èir eller Inbhir Èireann) er en landsby i Moray, Skotland med 1.030 indbyggere (i 2020). Den ligger på nordkysten af Findhorn Bay og umiddelbart syd for Moray Firth. Findhorn ligger omkring 5 km nordvest for Kinloss, og omkring 9 km fra Forres.
Findhorn Foundation, der har etableret Findhorn Ecovillage, ligger syd for Findhorn, men bliver betragtet som et separat område.